# مراثيون

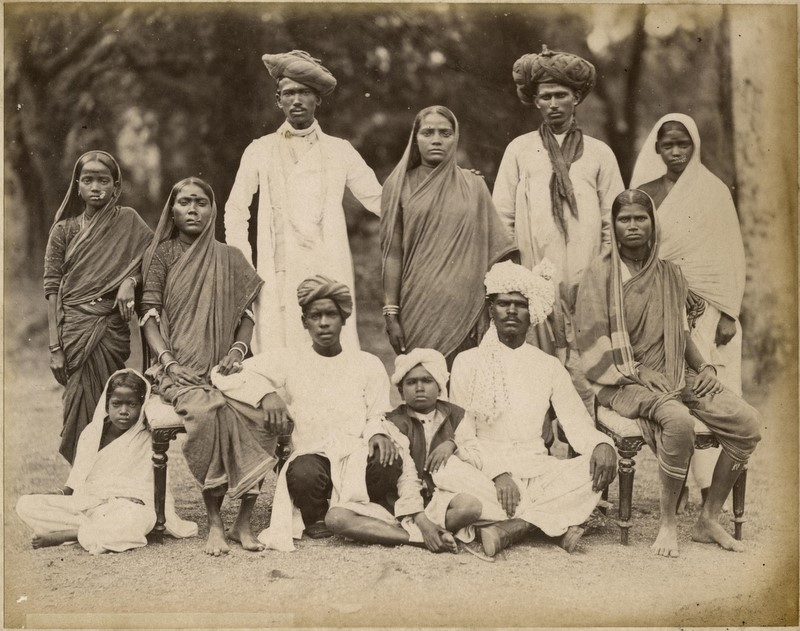

المراثيون هُم مجموعة عرقية هندية تعيش في ماهاراشترا الواقعة غرب الهند، لغتهم هيّ المراثية ويعود تاريخهم إلى أكثر من ألفي سنة تقريبًا، لهم ثقافة ومطبخ وموسيقى ورقص وملابس وعادات وتقاليد ولُغة وأعياد ومهرجانات وفنون خاصة بهم ويُعتبرون من أكبر عرقيات الهند مثلهم مثل التاميليون والغجراتيون والبنجابيون، قام الإمبراطور شيفاجي بجمعهم عام 1674 تحت قيادته وأسس لهم إمبراطورية عُظمى هيّ امبراطورية ماراثا، عندما احتل الإنجليز الهند اشتهر المراثيون بمقاومتهم ومحاربتهم حيثُ جمعت بينهم الكثير من المعارك على مدى 150 سنة، يلغب على المراثيون الديانة الهندوسية وهناك قليل منهم يتبعون إسلام، خرج منهم الكثير من المشاهير مثل توكارام و باجي راو الأول و مادهوري ديكسيت و شيفاجي و نانا بيتكار و فيكرام بانديت و تندولكر و بال جانجادهار تيلاك و آنا هازار و لاتا مانغيشكار